# Рогозничка
Рогозничка (пол. Rogoźniczka) — деревня в Бяльском повете Люблинского воеводства Польши. Входит в состав гмины Мендзыжец-Подляски. По данным переписи 2011 года, в деревне проживало 217 человек.

## География
Деревня расположена на востоке Польши, на берегах реки Кшивулы, на расстоянии приблизительно 18 километров к западу от города Бяла-Подляска, административного центра повета. Абсолютная высота — 146 метров над уровнем моря. Через населённый пункт проходит национальная автодорога 2.

## История
По данным на 1827 год имелось 25 дворов и проживало 150 человек. Согласно «Справочной книжке Седлецкой губернии на 1875 год» деревня входила в состав гмины Жероцин Радинского уезда Седлецкой губернии.
В 1975—1998 годах деревня входила в состав Бяльскоподляского воеводства.

## Население
Демографическая структура по состоянию на 31 марта 2011 года:
|         | Всего | До трудоспособного возраста | Трудоспособного возраста | Старше трудоспособного возраста |
| ------- | ----- | --------------------------- | ------------------------ | ------------------------------- |
| Мужчины | 113   | 25                          | 74                       | 14                              |
| Женщины | 104   | 24                          | 53                       | 27                              |
| Всего   | 217   | 49                          | 127                      | 41                              |